# 빛나는 저녁 김혜란입니다
빛나는 저녁 김혜란입니다는 TBN 경남교통방송(창원 FM 95.5MHz, 진주 FM 100.1MHz)에서 평일 밤 8시부터 9시 53분까지 방송되는 경남권 지역의 음악 프로그램이다.

## 프로그램 소개
- 저녁과 밤의 사이, 우리는 하루를 마무리합니다 별님들과 도란도란 살아가는 이야기를 나누는 곳 여기는 빛나는 저녁, 김혜란입니다.

## 코너소개

### 매일 코너
- 별들에게 물어봐 - 편의점 알바 10년차 김부자 아지매의 요지경 세상 이야기 (콩트 & 퀴즈)
- 오늘 저녁, - 우리 사는데 때때로 위로가 될 수 있는 문장들을 만나봅니다
- 낙락장송! 혜란의 필받은 선곡♬ - DJ의 필받은 선곡 마당! 생각나는 대로 듣고 놀고 즐기는 낙.락.장.송
- 지구 지킴 습관 - 일주일에 하나씩 우리의 지구를 지키기 위한 습관 만들기
- 깊어가는 이 밤에 - 별님들이 보내주신 문자 하나를 골라 편지에 답장을 쓰듯 위로와 공감을 보내드리겠습니다

## 요일 코너

### 월요일
- 음악의 맛 : 외로움을 덜어주고 힘든 몸과 마음을 달래줄 음식과 음악을 찾아봅니다(김영진 작곡가 출연)

### 화요일
- 드라마가 뭐길래? : 추억의 드라마를 파헤치며 우리 안에 들어있는 이야기 유전자를 발견해봅니다(김소은 작가 출연)

### 수요일
- 빛나는 라이브 : 한주의 가운데 서 있는 여러분을 위한 라이브음악 쌀롱-(출연자 변경)
- 별빛 데이트 : 별이 쏟아지는 밤 소중한 사람과 손을 잡고 거닐던 때처럼, DJ와 속삭이는 전화 데이트

### 목요일
- 형호네 영화관 : 상상과 현실의 중간 그 어디쯤을 넘나드는 영화 이야기가 있는 곳, 형호네 영화관으로 놀러오세요(김형호 영화평론가 출연)

### 금요일
- 달빛 여행 : 함께 걸어볼까요? 국내로 해외로, 라디오 전파를 타고 떠나는 달빛 여행!(권동환 여행작가, 최갑수 여행작가 출연)